# Assipíkhino
Assipíkhino (en rus: Асипихино) és un poble de l'óblast de Pskov, a Rússia, segons el cens del 2010 tenia 10 habitants. Pertany al districte de Krasnogorodsk.